# Citrobacter
Citrobacter – rodzaj bakterii należący do dużej rodziny Enterobacteriaceae. Drobnoustroje te przyjmują postać dużych, bezotoczkowych, nieurzęsionych pałeczek Gram-ujemnych.

## Charakterystyka
Bakteria wymaga podobnych pożywek jak Salmonella, ma również podobny profil biochemiczny do tego rodzaju. Cechą charakterystyczną jest zdolność do wzrostu na pożywce z KCN (na przykład podłożu Moellera), rozkładanie sacharozy oraz salicylanów.

## Gatunki
W obrębie rodzaju wyodrębniane są następujące gatunki:
- C. amalonaticus
- C. braakii
- C. farmeri
- C. freundii
- C. gillenii
- C. intermedius
- C. koseri (dawniej C. diversus)
- C. murliniae
- C. rodentium
- C. sedlakii
- C. werkmanii
- C. youngae